# Linden Wiesman
Linden Wiesman, född den 23 januari 1975 i Columbia, Tennessee, är en amerikansk ryttare.
Hon tog OS-brons i lagtävlingen i fälttävlan i samband med de olympiska ridsporttävlingarna 2000 i Sydney.